# CENTOS

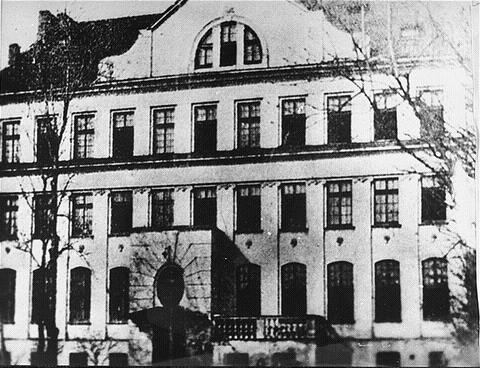
Dom Sierot Korczaka, jedna z wielu instytucji należących do CENTOS-u

CENTOS, właśc. Centralne Towarzystwo Opieki nad Sierotami, także Centrala Związku Towarzystw Opieki nad Sierotami i Dziećmi Opuszczonymi – polsko-żydowskie stowarzyszenie pomocy dzieciom. Założone w 1924 roku, stało się wiodącą organizacją opieki nad dziećmi żydowskimi w II Rzeczypospolitej. Instytucja działała w gettach podczas II wojny światowej.

## Opis
Organizacja powstała w wyniku integracji setek mniejszych instytucji regionalnych, głównie zajmujących się opieką nad żydowskimi sierotami. Była finansowana przez American Jewish Joint Distribution Committee, a także z grantów polskiego rządu i datków od osób prywatnych. Jej pierwszym prezesem był Rafał Szereszowski. CENTOS prowadził sierocińce, w których opiekował się tysiącami sierot, szkoły i hospicja. Nadzorował także placówki medyczne. Wydawał również kilka czasopism o tematyce opieki nad dziećmi w kilku językach, m.in. „Przegląd Społeczny”.
W ramach organizacji działał Dom Sierot Janusza Korczaka i Stefani Wilczyńskiej oraz Zakład Leczniczo-Wychowawczy w Otwocku.
Instytucja działała w gettach podczas II wojny światowej. Była bardzo aktywna m.in. w getcie warszawskim, a także w innych gettach. Poza opieką nad sierotami, kanały kontaktowe CENTOS-u były także używane do przemytu broni i amunicji oraz wymiany informacji między polskim i żydowskim podziemiem.